# 松纽黑文 (怀俄明州)
松纽黑文（英語：Pine Haven），是美国怀俄明州克鲁克县（Crook）下属的一座城市。该市的人口在2000年为222人，2010年有490，2011年则估计有492人。